# Lepidodexia fervens
Lepidodexia fervens är en tvåvingeart som först beskrevs av Christian Rudolph Wilhelm Wiedemann 1830.  Lepidodexia fervens ingår i släktet Lepidodexia och familjen köttflugor. Inga underarter finns listade i Catalogue of Life.